# یاکوب ویچورک
یاکوب ویچورک (لهستانی: Jakub Wieczorek؛ ‏ زادهٔ ۲۱ مارس ۱۹۸۳) بازیگر و صداپیشه اهل لهستان است.
از فیلم‌ها یا مجموعه‌های تلویزیونی که وی در آن‌ها نقش داشته است، می‌توان به یک ورشویی، کارگزار من، نیمه سوم، مبتدیان تمام‌عیار، عملیات سنبل، اسمولنسک، صد سال خاندان وینیخ، بلفر، در خوشی و سختی، رنگ‌های خوشبختی، در خیابان سپولنی، ورشو ۴۴، دوستان، هتل ۵۲، دهن‌به‌دهن، ماگدا ام. و ع چون عشق اشاره نمود.